# Webbo Clarke
Vibert Ernesto "Webbo" Clarke (8 de junio de 1928 - 14 de junio de 1970) fue un jugador de béisbol profesional panameño. Nacido en Colón, Clarke fue un lanzador zurdo que hizo siete apariciones para los Washington Senators de las Grandes Ligas de Béisbol en 1955.

## Carrera

### Carrera en el Béisbol Nacional
En la Liga Profesional de Béisbol de Panamá pasó por varios equipos, ente ellos el Cervecería Nacional, Chesterfield Smokers, Refresqueros de Spur Cola, Colón, Azucareros de Coclé y Cerveza Balboa. En 1951 ganó con los Refresqueros de Spur Cola el campeonato de la Liga Profesional de Panamá, además fue el mejor lanzador con marca de 14G-4P y elegido el también el Jugador Más Valioso. Representó a Panamá en la Serie del Caribe con el Carta Vieja Yankees ganando la Serie del Caribe 1950, con los Spur Cola en la Serie del Caribe 1951 y con los Azucareros en las Serie del Caribe 1959. Dirigió a su provincia de Colón, llevándolos al título en el año de 1962 con marca de 8G-2P.

### Carrera en los Estados Unidos
Antes de firmar con Washington en 1955, Clarke lanzó en las Ligas Negras, incluido el servicio con los Cleveland Buckeyes y los Memphis Red Sox. En su primera temporada en el sistema de los Senadores, Clarke compiló un récord de victorias y derrotas de 16-12 en 33 juegos (32 como lanzador abridor ), con un promedio de rendimiento limpio de 3,40 en 262 entradas lanzadas para los Charlotte Hornets de la Clase. Una liga Sally. La actuación le valió un ascenso a la lista de 40 hombres de los Senadores en septiembre. Entre sus siete partidos con Washington, realizó dos aperturas: el 10 de septiembre contra los Kansas City Athletics y el 16 de septiembre contra los Orioles de Baltimore. Su inicio de debut fue el mejor de los dos. Lanzó siete entradas y permitió cuatro carreras, todas limpias, y cuatro hits, uno de ellos un jonrón solitario de Gus Zernial de Kansas City. Mantuvo una ventaja de 5-1 en siete entradas, pero recibió boletos con las bases llenas en el octavo cuadro y fue retirado del juego. Los lanzadores de relevo de los Senadores, Chuck Stobbs y Pedro Ramos, cedieron las carreras del empate y finalmente perdieron el juego, 8–6. El séptimo y último partido de Clarke en la MLB, el 24 de septiembre contra los Orioles, fue el mejor: apareciendo en relevo, derribó a los nueve bateadores de Baltimore que enfrentó en tres entradas. Durante su prueba en la MLB, Clarke permitió 17 hits, 11 carreras limpias y 14 bases por bolas.21 1⁄3 entradas lanzadas, con nueve ponches, sin decisiones a su récord y una efectividad de 4.64. Regresó a las ligas menores de béisbol en 1956-1957 para terminar su carrera profesional en América del Norte, con marca de sólo 14-32 y perdiendo 20 juegos combinados en 1956 en la Liga Sally y la Asociación Americana Triple-A.

## Selección nacional
Fue parte de la selección de béisbol de Panamá que participó en la Serie Mundial Amateur de Béisbol de 1943 quedando en el cuarto lugar.

## Fallecimiento
Webbo Clarke murió el 14 de junio de 1970 a los 42 años en Cristóbal, Colón, en su natal Panamá.